# Sayev zakon
Sayov zakon tržišta - teorija da "ponuda stvara potražnju".

J.B. Say je govorio 1803. godine da, zbog toga što je ukupna kupovna moć upravo jednaka ukupnim dohodcima i ukupnoj proizvodnji, suvišak potražnje ili ponude nije moguć. Keynes je napao Sayov zakon, naglašavajući da se dodatni dolar dohotka ne mora u cijelosti potrošiti (tj. da granična sklonost potrošnji ne mora nužno biti jednaka nuli).